# Palau Prioral de Monistrol
El Palau Prioral de Monistrol és una obra gòtica de Monistrol de Montserrat (Bages) protegida com a Bé Cultural d'Interès Local.

## Descripció
Antiga residencia prioral que ha perdut bona part de la seva fisonomia original per adaptar l'edifici a hostal i a seu d'una entitat bancària. De l'edifici gòtic es conserva part del mur de tramuntana amb el portal d'arc de mig punt de grans dovelles i una petita part del mur de llevant on es conserven unes finestres gòtiques restaurades. Al centre es troba el pati amb una galeria d'arcs apuntats i l'escala d'accés al habitatge. En diferents parts de l'edifici es pot veure els escuts dels dos priors montserratins que van manar construir l'edifici; un té tres franges horitzontals i l'antre un peix.

## Història
L'edifici va ser aixecat al segle xiv, sota el mandat dels priors de Montserrat Ramon Vilaregut i Jaume de Vivers. La casa era coneguda com "la Sala" i en ella s'administrava justícia i es rebia l'homenatge que la gent de Monistrol havia de prestar al seu senyor feudal: el prior de Montserrat i després l'abat. A la Sala hi havia també presó, ja que la comunitat de Montserrat era senyora de Monistrol tant en els aspectes civils com criminals.
Ara és seu d'un banc i d'un hostal.